# Българи в Молдова
Българите в Молдова са между 79 520 и 300 000 души. Според преброяването през 2004 година определени като етнически българи в Молдова са 79 520 души (2,02 %).

## Разположение
По статистика от 2004 година, от 79 520 българско население 13 858 души (2,5 %) живее в непризнатата република Приднестровие (по-голямата част в село Паркани, което е най-голямото българско селище извън границата на Република България), а 65 662 души (1,94 %) в останалата част на Молдова (включително 8013 души (5,15 %) в автономния район Гагаузия). Българите са мнозинство в Тараклийски район, където са 28 293 души или 65,56 % от населението. Най-много българи живеят в градовете Тараклия – 10 732 и Кишинев – 8868.

### Населени места
Населени места в които българите са мнозинство са (2004): Тараклия, Александровка (Alexandrovca), Викторовка (Victorovca), Валя Пержей (Valea Perjei), Вознесени (Vozneseni), Горна Албата (Albota de Sus), Долна Албата (Albota de Jos), Димитровка (Dimitrovca), Кайраклия, Колибабовка (Colibabovca), Константиновка (Constantinovca), Кортен, Лопацика (Lopățica), Максимени (Maximeni), Нови Кортен (Cortenul Nou), Нови Томаиул (Tomaiul Nou), Стояновка (Stoianovca), Сърътени (Sărăteni), Тараклия, Твърдица, Троица (Troița), Троян, Хомутеановка (Homuteanovca).
Гагаузия – Кирсово (Chirsova), Приднестровие – Паркани.

## История
По време на Руско-турската война от 1768 – 1774 година, особено при оттеглянето на руските войски, няколко хиляди българи се изселват във Влашко, Молдова и Украйна.

## Численост
|      | Население  | Дял   |              |
| ---- | ---------- | ----- | ------------ |
| 1817 | около 1500 | 0,3 % | Безизменение |
| 1856 | 29 000     | 2,9 % | 1833,3 %     |
| 1897 | 103 225    | 5,3 % | 256,0 %      |
| 1930 | 163 726    | 5,7 % | 58,6 %       |
| 1941 | 177 700    | 7,5 % | 8,5 %        |
| 1959 | 61 652     | 2,1 % | 65,3 %       |
| 1970 | 73 776     | 2,1 % | 19,7 %       |
| 1979 | 80 665     | 2,0 % | 9,3 %        |
| 1989 | 88 419     | 2,0 % | 9,6 %        |
| 2004 | 79 520     | 2,0 % | 10,0 %       |

## Език
Според преброяването през 2004 година българския език е майчин за 53 178 души, или около 1.1 процента от населението на страната. Българския език представлява майчин за около 80.99 процента от българите в Молдова, за 69.23 процента от тях в градовете и 90.55 процента от тях в селата.
Руският език е майчин за 9134 души, или 13.91 процента от българите в Молдова. За 25.08 процента от българите в градовете и 4.83 процента от българите в селата.
Румънският език е майчин за 2766 души, или 4.21 процента от българите в Молдова. За 4.91 процента от българите в градовете и 3.64 процента от българите в селата.

## Култура
Българите в Молдова имат множество културни средища, от които най-значим е Тараклийският държавен университет, открит на 1 октомври 2004 година, който до голяма степен допринася за оформянето на Тараклия като културен и образователен център на българите в страната.

### Дружества
Български дружества са:
- Белци – Българска община в Република Молдова (от 1994), Българско културно дружество (от 1994)
- Вулканещи – Обществено обединение на българите във Вулканещки район „Възраждане“
- Кахул – Българска община (от 1994)
- Кишинев – Асоциация „Съюз на българските организации“ (от 2008), Българско дружество „Възраждане“ (от 1989), Българско дружество „Родолюбец“ в Република Молдова (от 2008), Научно дружество на българистите в Молдова (от 1994)
- Рибница – Българско културно дружество (от 1994)
- Тараклия – Българска община в Република Молдова (от 1994)
- Тираспол – Градска обществена организация Общество на българската култура „Свястно цвете“ (от 1990)

### Културни формации
Български културни формации са:
- Кишинев – Библиотека „Христо Ботев“ (от 1992), Български културен център (от 2004)
- Тараклия – Народно читалище „Олимпий Панов“ (от 1992)
- Тираспол – Български културен клуб към Приднестровски държавен университет „Тарас Шевченко“
- село Паркани – Културно-исторически и правозащитен център „България“ (от 2005)

### Фолклорни състави
- Тараклия – Български народен професионален ансамбъл за песни и танци „Родолюбие“ (от 1986)

### Учебни заведения
Учебни заведения с преподаване на български език са:
- Кишинев – Български теоретичен лицей „Васил Левски“ (от 1996)
- Комрат – Катедра „Българска филология“ към Комратски държавен университет
- Комрат – Теоретичен лицей „Г.А. Гайдаржи“
- Комрат Теоретичен лицей „М. Третьков“
- Тараклия – Тараклийски държавен университет „Григорий Цамблак“ (от 2004), Педагогически колеж-лицей „Св. св. Кирил и Методий“ (съществувал от 1992 до 2007), Средно общообразователно училище, Теоретичен лицей № 1 „Олимпий Панов“, Теоретичен лицей № 2, Теоретичен лицей „Иван Вазов“ (от 1991)
- село Валя Пержей – Хуманитарен лицей „Христо Ботев“
- село Горна Албата – Средно общообразователно училище
- село Долна Албата – Средно общообразователно училище
- село Кайраклия – Теоретичен лицей (от 1898)
- село Кортен – Теоретичен лицей „Св. П. Хилендарски“ (от 1969)
- село Московей – Теоретичен лицей „В. Короленко“
- село Твърдица – Филиал на Музикален колеж „Щефан Няге“ (от 1996), Средно общообразователно училище, Теоретичен лицей (от 1947)

### Медии
Български медии са – списание Български хоризонти, телевизия „STV41“ – Тараклия (от 1998), телевизия „Твърдица“, телевизионно предаване „На Буджакска вълна“ в Телерадио Молдова (от 1986), Национална обществена аудиовидео институция Телерадио Молдова.

## Поминък
Поминъкът на повече от половината от българите в Молдова е свързан със селското стопанство. В българските села основната дейност е ориентирана главно към отглеждане на тютюн и грозде. През последните години нараства българското присъствие в сферата на частната стопанска инициатива.